# Sphoeroides andersonianus
Sphoeroides andersonianus es una especie de peces de la familia Tetraodontidae en el orden de los Tetraodontiformes.

## Hábitat
Es un pez de mar de clima tropical y demersal.

## Distribución geográfica
Se encuentra en el Pacífico oriental.

## Observaciones
Es inofensivo para los humanos.